# Mamta Mohandas
Mamta Mohandas (Manama, 14 de noviembre de 1984) es una actriz de cine y cantante de playback india. Debutó como actriz en películas del cine malayalam, en algunas producciones del cine telugu y tamil y en una película canarésa (kannaḍa). Ha sido ganadora de dos premios Filmfare, nominada como mejor cantante femenina de playback en telugu en 2006 y mejor actriz del cine malalayam en 2010.

## Biografía
Mamta Mohandas nació el 14 de noviembre de 1984 en Manama, en el seno de una familia malayali proveniente originalmente de Kannur. Asistió a la Escuela de Baréin hasta el año 2002. Cursó una Licenciatura en el "Mount Carmel College" de Bangalore. Apareció en anuncios publicitarios de reconocidas empresas como IBM y Kalyan Kendra y modeló también para otras marcas como Mysore Maharajah y Raymonds. Mamta se formó en música carnática e indostánica.

## Carrera
Mohandas debutó como actriz de cine en la película en malayalam Mayookham (2005), dirigida por Hariharan. Aunque a esta película no le fue bien en la taquilla, Mamta atrajo la atención por su sensible interpretación de un personaje llamado Indira.
Posteriormente, actuó con Mammootty en la película Bus Conductor con Suresh Gopi, luego en Adbutham (2006), Lanka (2006) y junto a Jayaram en Madhuchandralekha (2006). También fue la protagonista femenina de Baba Kalyani, junto a Mohanlal. Ese mismo año debutó en la industria del cine tamil, como protagonista de Sivappathigaram (del director Karu Pazhaniappan) junto a Vishal Krishna, que resultó ser una grosera. Mohandas actuó luego en Gurú En Aalu junto a Ranganathan Madhavan.
En el 2007 actuó en la exitosa película Big B. Finalmente ingresó a la industria del cine Telugu con la interpretación de un personaje secundario en Yamadonga, dirigida por SS Rajamouli. La película se convirtió en uno de los mayores éxitos de taquilla. Para esta película también interpretó un par de temas musicales como cantante de playback. En 2008 apareció en siete películas, en su mayoría del cine telugu. Su debut en el cine canarés fue con la película Gooli. Luego protagonizó Krishnarjuna y Victory, películas con poca suerte en taquilla. En su única aparición en el cine tamil ese año, en la película Kuselan, recuperó su éxito en taquilla.  Mohandas participó en otras tres películas de cine telugu, entre ellas Homam, dirigida por JD Chakravarthy, y King, dirigida por Srinu Vaitla y con Nagarjuna Akkineni como protagonista. En estas dos películas también interpretó temas musicales.

## Filmografía
| Año  | Título                           | Personaje          | Idioma    | Notas |
| ---- | -------------------------------- | ------------------ | --------- | --- |
| 2005 | Mayookham                        | Indira             | Malayalam | |
| 2006 | Bus Conductor                    | Celina             | Malayalam | |
| 2006 | Adbutham                         | Maria              | Malayalam | |
| 2006 | Lanka                            | Lanka Lakshmi      | Malayalam | |
| 2006 | Madhuchandralekha                | Indulekha          | Malayalam | |
| 2006 | Sivappathigaram                  | Charulatha         | Tamil     | |
| 2006 | Baba Kalyani                     | Madhumitha Ashokan | Malayalam | |
| 2007 | Big B                            | Rimi               | Malayalam | |
| 2007 | Yamadonga                        | Dhanalakshmi       | Telugu    | |
| 2008 | Gooli                            | Ramya              | Kannada   | |
| 2008 | Krishnarjuna                     | Sathya             | Telugu    | |
| 2008 | Victory                          | Janaki             | Telugu    | |
| 2008 | Kuselan                          | Mamta              | Tamil     | Cameo appearance |
| 2008 | Homam                            | Dr. Lakshmi        | Telugu    | |
| 2008 | Chintakayala Ravi                | Lavanya            | Telugu    | |
| 2008 | King                             | Swapna/Pooja       | Telugu    | |
| 2009 | Gurú En Aalu                     | Seema              | Tamil     | |
| 2009 | Passenger                        | Anuradha           | Malayalam | Nominated, Filmfare Award for Best Actress – Malayalam                                                                         |
| 2010 | Kedi                             | Janaki             | Telugu    | |
| 2010 | Kadha Thudarunnu                 | Vidya Lakshmi      | Malayalam | Filmfare Award for Best Actress – Malayalam Kerala State Film Award for Second Best Actress Asianet Most Popular Actress Award |
| 2010 | Nirakazhcha                      | Shilpa             | Malayalam | |
| 2010 | Anwar                            | Ayesha Begum       | Malayalam | Asianet Most Popular Actress Award                                                                                             |
| 2010 | The Thriller                     |                    | Malayalam | Special appearance |
| 2010 | Karayilekku Oru Kadal Dooram     | Gaadha             | Malayalam | |
| 2011 | Race                             | Niya               | Malayalam | |
| 2011 | Naayika                          | Aleena             | Malayalam | |
| 2012 | Padmasree Bharat Dr. Saroj Kumar | Neelima            | Malayalam | |
| 2012 | Njanum Ente Familiyum            | Dr. Priya          | Malayalam | |
| 2012 | Arike                            | Anuradha           | Malayalam | Asianet Most Popular Actress Award Nominated, Filmfare Award for Best Actress - Malayalam                                      |
| 2012 | Thadaiyara Thaakka               | Priya              | Tamil     | |
| 2012 | Jawan of Vellimala               | Anitha             | Malayalam | |
| 2012 | My Boss                          | Priya Nair         | Malayalam | Asianet Most Popular Actress Award                                                                                             |
| 2013 | Celluloid                        | Janet              | Malayalam | Nominated, Filmfare Award for Best Actress – Malayalam                                                                         |
| 2013 | Ladies and Gentleman             | Anu                | Malayalam | |
| 2013 | Musafir                          | Anupama            | Malayalam | |
| 2013 | Paisa Paisa                      | Surya              | Malayalam | |
| 2014 | To Noora with Love               | Noora              | Malayalam | |
| 2014 | Varsham                          | Jayasree           | Malayalam | |